# Jared Rhoden
Matthew Jared Rhoden, né le 27 août 1999 à Baldwin dans l'État de New York, est un joueur américain de basket-ball évoluant aux postes d'arrière et ailier. Il mesure 1,94 m.

## Biographie

### Carrière universitaire
Entre 2018 et 2022, il évolue pour les Pirates de Seton Hall.

### Carrière professionnelle
Il n'est pas sélectionné lors de la draft 2022 mais signe un contrat two-way avec les Pistons de Détroit en décembre 2022.
En juillet 2023, son contrat two-way est renouvelé.
En octobre 2024, il signe un contrat two-way avec les Hornets de Charlotte.
En février 2025, il signe un contrat de 10 jours avec les Raptors de Toronto. Début mars 2025, son contrat two-way est converti en un contrat de 10 jours.

## Palmarès et distinctions individuelles

### Université
- First-team All-Big East (2022)

## Statistiques

### Universitaires
| Saison    | Équipe     | Matchs | Titul. | Min./m | % Tir | % 3pts | % LF | Rbds/m. | Pass/m. | Int/m. | Ctr/m. | Pts/m. |
| --------- | ---------- | ------ | ------ | ------ | ----- | ------ | ---- | ------- | ------- | ------ | ------ | ------ |
| 2018-2019 | Seton Hall | 34     | 0      | 13,1   | 34,2  | 24,6   | 56,8 | 2,62    | 0,35    | 0,53   | 0,26   | 3,35   |
| 2019-2020 | Seton Hall | 30     | 15     | 25,8   | 44,1  | 33,7   | 62,3 | 6,43    | 1,13    | 1,20   | 0,27   | 9,07   |
| 2020-2021 | Seton Hall | 27     | 27     | 34,6   | 42,9  | 30,3   | 83,3 | 6,67    | 1,89    | 1,19   | 0,41   | 14,90  |
| 2021-2022 | Seton Hall | 31     | 30     | 33,2   | 39,0  | 33,6   | 80,3 | 6,67    | 1,19    | 1,16   | 0,65   | 15,55  |
| Carrière  | Carrière   | 122    | 72     | 26,1   | 40,7  | 31,2   | 75,4 | 5,48    | 1,10    | 1,00   | 0,39   | 10,41  |

### Professionnelles

#### Saison régulière NBA
| Saison    | Équipe   | Matchs | Titul. | Min./m | % Tir | % 3pts | % LF  | Rbds/m. | Pass/m. | Int/m. | Ctr/m. | Pts/m. |
| --------- | -------- | ------ | ------ | ------ | ----- | ------ | ----- | ------- | ------- | ------ | ------ | ------ |
| 2022-2023 | Détroit  | 14     | 0      | 14,1   | 38,6  | 25,0   | 100,0 | 2,64    | 0,29    | 0,29   | 0,07   | 3,21   |
| 2023-2024 | Détroit  | 17     | 0      | 14,4   | 50,0  | 38,7   | 62,5  | 1,94    | 0,82    | 0,18   | 0,76   | 4,88   |
| Carrière  | Carrière | 31     | 0      | 14,3   | 45,5  | 33,3   | 79,6  | 2,26    | 0,58    | 0,23   | 0,45   | 4,13   |

Mise à jour le 2 juin 2024

## Records sur une rencontre en NBA
Les records personnels de Jared Rhoden en NBA sont les suivants, :
| Type de statistique        | Saison régulière | Saison régulière      | Saison régulière |
| Type de statistique        | Record           | Adversaire            | Date             |
| -------------------------- | ---------------- | --------------------- | ---------------- |
| Points                     | 25               | 76ers de Philadelphie | 12 mars 2025     |
| Paniers marqués            | 9                | 76ers de Philadelphie | 12 mars 2025     |
| Paniers tentés             | 19               | 76ers de Philadelphie | 12 mars 2025     |
| Paniers à 3 points réussis | 4                | 2 fois                | 2 fois           |
| Paniers à 3 points tentés  | 10               | 76ers de Philadelphie | 12 mars 2025     |
| Lancers francs réussis     | 5                | 2 fois                | 2 fois           |
| Lancers francs tentés      | 6                | 2 fois                | 2 fois           |
| Rebonds offensifs          | 4                | 76ers de Philadelphie | 12 mars 2025     |
| Rebonds défensifs          | 8                | 76ers de Philadelphie | 12 mars 2025     |
| Rebonds totaux             | 12               | 76ers de Philadelphie | 12 mars 2025     |
| Passes décisives           | 5                | 76ers de Philadelphie | 12 mars 2025     |
| Interceptions              | 4                | 76ers de Philadelphie | 12 mars 2025     |
| Contres                    | 3                | @ Mavericks de Dallas | 12 avril 2024    |
| Balles perdues             | 3                | 2 fois                | 2 fois           |
| Minutes jouées             | 43               | 76ers de Philadelphie | 12 mars 2025     |

- Double-double : 1
- Triple-double : 0

Dernière mise à jour : 13 mars 2025